# We Used to Be Friends
We Used to be Friends è una canzone del gruppo statunitense The Dandy Warhols. È il primo singolo estratto dal loro album del 2003 Welcome to the Monkey House.
Il brano è stato usato come colonna sonora di alcune serie televisive americane come The O.C., Wonderfalls, il videogioco Thrillville: Fuori dai binari, CSI e Veronica Mars di cui è stata la sigla di apertura per tutta la durata del telefilm.
Il brano è stato pubblicato anche nella compilation Music from the OC: Mix 1, che contiene brani tratti dalla colonna sonora del telefilm.
Il brano è inoltre incluso nella colonna sonora del videogioco FIFA Football 2004.

## Il singolo
Nel cd singolo, oltre a We Used to Be Friend, c'è anche Bohemian Like You, successo precedente del gruppo e due popolari hit degli anni '80: Call me, cover del brano del gruppo Blondie, e Relax, cover della canzone dei Frankie Goes to Hollywood.

### Tracce
1. We Used to Be Friends
2. Call Me
3. Relax
4. Bohemian Like You